# أحمد أحمد الكبسي
 أحمد بن أحمد الكبسي (1939 - 1964 ) ثائر, ضابط عسكري يمني ولد في جحانه -خولان - صنعاء ، ضابط، عسكري، من الثوار. درس في المدرسة (العلمية)، في مدينة صنعاء، والتحق بالكلية الحربية عام 1378 هـ/ 1958م، وكان أحد عناصر تنظيم الضباط الأحرار في مدينة تعز.

## حياته وأدواره
وبعد قيام ثورة 26 سبتمبر الجمهورية التي أطاحت بالنظام الملكي سنة 1962م؛ قاد عدة معارك حربية في بلاد الروس، من محافظة صنعاء، وفي بلاد (الشرفين)، وعين قائدًا للواء إبّ، وكان له دور في استقبال، وتجهيز جموع المتطوعين من المحافظات الجنوبية والشرقية، وإرسالهم إلى مدينة صنعاء؛ للمشاركة في المعارك التي تخوضها قوات الثورة والجمهورية، ضد القوات الملكية المدعومة من الخارج.

## اغتياله
اغتيل في منطقة (وعلان)، وهو في طريقه إلى مدينة إب؛ لتجهيز حملة عسكرية إلى بلاد الحيمة، الواقعة غربي مدينة صنعاء، وهو في العشرينيات من عمره .